# Jiří Bělehrádek
Jiří Bělehrádek (* 1951) je český politik, bývalý člen Zastupitelstva Jihomoravského kraje a v letech 1994 až 2015 starosta města Velké Opatovice a člen KDU-ČSL.

## Politické působení
V roce 2000 byl zvolen do zastupitelstva Jihomoravského kraje. Krajským zastupitelem byl zvolen opět v letech 2004 i 2008. Ve volebním období 2008 až 2012 byl místopředsedou Komise regionálního rozvoje, členem Výboru kontrolního a členem Výboru pro meziregionální vztahy Zastupitelstva Jihomoravského kraje.
Do funkce starosty Velkých Opatovic byl poprvé zvolen v roce 1994, naposled v roce 2014.Na funkci rezignoval v říjnu 2015.